# Paradise Lost
Paradise Lost (с англ. — «Потерянный рай») — английская готик-метал-группа, образовавшаяся в 1988 году в Галифаксе, считающаяся одними из пионеров жанра дэт-дум и оказавшая огромное влияние на более позднее движение готик- и дум-метала в 1990-х. По состоянию на 2005 год Paradise Lost продали более двух миллионов альбомов по всему миру. Музыкальный коллектив назвали в честь эпической поэмы английского поэта Джона Мильтона «Потерянный рай». Весной 2024 года вышла из печати первая подробная русскоязычная биография PL: «Тени Бога: история группы Paradise Lost» (книга выпущена издательством «Скифия»).

## История группы

### Становление стиля, популярность, эксперименты One Second (с 1988 до 1997)
Группа была основана в 1988 в Галифаксе (Великобритания). Названием для группы послужила одноимённая поэма Джона Милтона. Группе потребовалось записать всего две демоленты, чтобы получить контракт на полноценный альбом. В конце 1989 года группа заперлась в Academy Music Studios, результатом чего стал дебютный альбом Lost Paradise, вышедший в 1990 году, который отличался тяжёлым звучанием, медленным темпом композиций, мрачной атмосферой и гроулингом вокалиста Ника Холмса. Он мгновенно стал самым продаваемым релизом Peaceville Records, и группа отправилась в европейское турне на разогреве у дэт-метал-группы Autopsy. Следующий альбом Gothic (1991), записанный в том же стиле, звучал более мелодично, отчасти благодаря появившимся партиям клавишных и сопрано. Помимо того, что альбом принёс группе широкую известность, он стал причиной, по которой были основаны такие группы как Katatonia и My Dying Bride. Поначалу Gothic не всем понравился, но вскоре дал толчок для становления сцены в Европе. Группа попала на страницы музыкальных журналов. Последовали предложения от различных фирм грамзаписи. Music For Nations подписала контракт с группой и в 1992 году выпустила её альбом Shades of God. Несколько мягче стал вокал Ника Холмса, предпринявшего «смелую попытку петь». Ориентирами для той записи стали работы Black Sabbath и Candlemass. 
Альбом Icon, вышедший в 1993 году, продолжил стилистические изменения, начатые в Shades of God. Композиции стали более мелодичными и простыми по структуре, а харш фронтмена сменился хриплым вокалом. Уже после выхода альбома группе доверили возглавлять крупный голландский фестиваль Dynamo Open Air, на котором Paradise Lost выступили перед 100-тысячной аудиторией. В том же году на рынке появилось сразу два видео группы. Лейбл Music For Nations записал на видеоплёнку один из последних концертов группы, дополнил её видеоклипами и издал кассету под названием Harmony Breaks. А лейбл Peaceville Records отыскал у себя в архивах запись концертного выступления 1989 года и выпустил её под названием Live Death. В 1994 году вышел мини-альбом Gothic EP, в который вошли перезаписанные варианты двух песен с Lost Paradise и ещё двух с Gothic.
Группа продолжала активную концертную деятельность. Помимо покорения традиционных метал-рынков — Европы и США, Paradise Lost удалось выступить в таких странах, как Израиль и ЮАР.
Интенсивное турне оказало тяжёлое воздействие на барабанщика Мэттью Арчера — он оставил группу и был заменён Ли Моррисом из хеви/пауэр-команды Marshal Law. Альбом 1995 года Draconian Times продолжил тенденцию изменения звучания, отличаясь более сложными аранжировками и полным исчезновением элементов дэт-метала. Одной из идей создания альбома было желание музыкантов поэкспериментировать с голосом Холмса, который в некоторых композициях с этого релиза манерой пения напоминает Джеймса Хетфилда.
В 1997 году вышел альбом One Second, с которым звучание Paradise Lost можно было описать, как gothic rock с активным использованием клавишных и электронных эффектов — крен в сторону модных тогда способов работы со звуком оказался выраженным, но не окончательным.
По словам лид-гитариста группы, One Second называется так потому что он о том этапе, «…когда ты беспокоишься о своей смертности. Когда ты становишься старше, то начинаешь удивляться 'куда ушло это время?' и кажется, что прошло 5 минут с тех пор как мы основали эту группу, а тут нам всем по 60 лет, делаем нашу фигню. И когда ты по-настоящему стар, ты, возможно, чувствуешь то же самое, думаешь, куда делось время… Итак, эта старушка на обложке оглядывается назад на свою жизнь и думает, что все случилось как за одну секунду».
Столь заметные перемены гитарист объяснил тем, что с выходом Draconian Times люди ожидали больше изменений в звучании группы, но по сути альбом 1995 года оказался отполированной версией Icon — в этом смысле оба альбома похожи, а изменения были проделаны в безопасных рамках. Гастроли были очень интенсивными, а концертная деятельность, к несчастью Грега, стала напоминать конвейер. Парни хотели изменить подход. Работая над One Second музыканты отважились в полной мере самостоятельно и независимо от ожиданий слушателей развивать свои идеи.
Ник Холмс запел чистым голосом. Произошли изменения и во внешнем виде группы — музыканты все, как один, сменили хаеры на короткие причёски (в то время это, по словам участников группы, было серьёзным шагом). Концертная версия альбома (One Second Live) была издана на видеокассетах и впоследствии переиздана на DVD. Вслед за альбомом последовало глобальное турне. В 1998 году договор с компанией Music For Nations закончился, и «на прощанье» та решила выпустить сборник лучших вещей — Reflection, дополненный тремя концертными композициями из записанного в Shepherd’s Bush Empire выступления. В паузах между турне Ник Холмс принял участие в записи сольного альбома певицы Лив Кристин Deus Ex Machina. Он записал часть вокальных партий к песне «3 am». Тем временем французская фирма Holy Records подготовила трибьют Paradise Lost As We Die For….
Группу подписала одна из крупнейших фирм звукозаписи — EMI. Позднее музыканты потерялись в масштабах лейбла-гиганта, напрасно ожидая, что там их творчество раскрутят как надо. По словам членов группы, MFN справлялись с промоушеном группы куда лучше EMI при гораздо меньшем бюджете.

### Host,Believe In Nothing,Symbol Of Life(1999—2002)
Следующий альбом — Host (1999) — пошёл ещё дальше: в нём активно используются семплы, арпеджиаторы, а гитарный звук почти во всём альбоме обработан так, что зачастую узнать гитару в звучащей партии довольно сложно, впрочем свою фирменную меланхоличную атмосферу группа не растеряла. Такие хиты, как Nothing Sacred, Behind the Grey, So Much Is Lost, Made the Same, вполне достойны звания одних из лучших песен, написанных Paradise Lost. Host, как и последующий Believe In Nothing (2001), вышел на лейбле-мэйджоре EMI.

Эксперименты группы, начиная с альбома One Second, пришлись по вкусу далеко не всем поклонникам. Именно с того момента берут начало разговоры и споры об «опопсении» Paradise Lost — за альбом Host группу открыто обзывали новым Depeche Mode (что немало раздражало Ника). Парадокс или нет, но продажи казалось бы более доступных для слушателя «Host» и «Believe in Nothing» были заметно меньше, чем бестселлера «Draconian Times». Believe In Nothing стал вторым и последним альбомом Paradise Lost на лейбле EMI. Данная работа стилистически тяготеет к предыдущему релизу, но содержит меньше электроники и больше гитарного (альтрок- и гранжевого) саунда. Вместе с тем, надо добавить, что ведя работу над Believe In Nothing, музыканты переживали непростые времена, конфликтовали друг с другом — группа была под угрозой распада. Мало кого устроил и продюсерский подход к и без того размытому и неоднородному материалу того периода. В частности, вот что говорит Ли Моррис в интервью для книги «No Celebration: The Official Story Of PARADISE LOST» (в переводе А. Задорожного): 
«Джон [Фраер] хотел записать басовый барабан и малый барабан в первую очередь, а уже дальше накидать все остальное поверх них. Я сразу встрял: ‘Что это за говнище? Ты вообще хочешь, чтобы я записал треки барабанов?’ Если я работаю с барабанами, я собираюсь задействовать и руки и ноги, и все остальное, так, чтобы все стало частью рисунка, чтобы наполнение получилось органичным. Если ты собираешься просить меня, чтобы я наиграл без баса или без малых, все изменится, ведь я не смогу играть так, как мне охота. Мне пришлось все упростить, ведь он хотел держать малый и басовый барабаны раздельно, что, на мой взгляд, просто нехерово лениво с его стороны. Раньше мы записывались с Simon и Sank, и эти пацаны могли продюсировать игру барабанщика на драмсах. Каждая часть барабанной установки была слышна, все до последней мелочи. Я думаю, что записывать вещи по отдельности, как вот здесь, это тупо ленивое производство. Как по мне, я счел, что продакшн записи получился покалеченный».
Альбом 2002 года Symbol of Life спродюсировал Рис Фулбер (Front Line Assembly, Fear Factory). Диск был выпущен на лейбле G.U.N. (закрылись в 2009), подразделении BMG. Звук в альбоме ещё более тяжёлый, чем на Believe In Nothing, однако едва ли имеет много общего с предыдущим и со старым материалом группы. На Symbol Of Life активно используются индустриальные электронные эффекты и жесткие современные nu-metal (Isolate) риффы. Одно лишь остается неизменным: фирменная меланхоличная атмосфера и тексты Холмса. Треки Erased, Isolate, Symbol of Life и, реже, No Celebration появляются и в современных концертных сет-листах группы. «Символ жизни» стал последним альбомом, в записи которого принял участие Ли Моррис — барабанщика попросили на выход перед началом записи последующей пластинки: разногласия множились, разговора и поисков компромисса не получалось.

### Self-titled альбом (2005) — конец безумию
Одноимённый альбом Paradise Lost стилистически можно описать как осторожный сплав старого творчества (Draconian Times) и более поздних релизов. Несмотря на попсовые, при ближайшем рассмотрении, мелодии песен с простой структурой, гитарный звук становится превалирующим в музыке группы, хотя электроника ещё не ушла в небытие. Холмс и Макинтош снова обзавелись длинными волосами, словно намекая о том, что возврат к старому состоялся всерьёз и надолго. Парни отозвались о своем десятом полноформатнике положительно, назвав его «объединяющим» прежние и будущие работы. С тех пор дела пошли хорошо (если не упоминать позорный концерт в Киеве, к которому музыканты, по словам Ника Холмса и Аарона Аеди, оказались совсем не готовы ни технически, ни физически: недосып, отсутствие саундчека, голимая работа мониторов на сцене — все это привело к крашу, о котором вспоминать не очень то и любят).
В августе 2006 года музыканты присоединились к лейблу Century Media Records, боссы которого решили вернуть PL в строй — создать коллективу условия, в которых они смогут доказать, что являются значимыми игроками и по-прежнему интересны широкой аудитории. Пришло время наверстать упущенное.

### In Requiem (2007): возвращенный рай
На In Requiem возвращение к саунду периода «Icon» и «Draconian Times» стало ещё заметнее. С этим альбомом, Макинтош, по собственному признанию, принялся использовать клавишные только для создания атмосферы (в период с 1999—2002 гг. синты строили мелодию композиций — не гитары). Группа хотела от Холмса гроулинга в начинающем релиз треке «Never for the Damned», но вокалист не был готов к такой манере исполнения — привнес харш к песне «Requiem», и ладно. «Траурный» полноформатник оказался самым продаваемым со времен «Draconian Times» и «One Second». Участники группы охарактеризовали его музыкальную составляющую как «начало чего-то нового». Риз Фульбер, услышав демки композиций, счёл, что его план по возвращению Paradise Lost к металлической музыке, выполнен успешно, да и у музыкантов появилась прежняя уверенность в себе. Далее последовал масштабный тур по Европе и США.
В августе 2008 года ударник Джефф Сингер объявил о своём решении покинуть группу в связи с тем, что музыкальная карьера стала для него обременительной и не позволяет уделять время общению с семьёй. Некоторое время спустя новым ударником коллектива стал Адриан Эрландссон (прежде всего известен по работе с Cradle Of Filth, At the Gates и The Haunted).

### Faith Divides Us — Death Unites Us (2009): «суператеистичный» и «почти концептуальный альбом»
В сентябре-октябре 2009 года группа выпустила двенадцатый по счёту студийный альбом, который получил название Faith Divides Us - Death Unites Us. Гитаристы Грег Макинтош и Арон Аэди впервые взяли в руки семиструнные гитары, а продюсером диска выступил Йенс Богрен. Звучание Paradise Lost стало ещё тяжелее, нежели в альбоме In Requiem — по крайней мере, сами музыканты признаются, что не писали столь агрессивных песен уже долгое время. Gothic Metal и на этот раз является неотъемлемой составляющей стиля группы, но на Faith Divides Us - Death Unites Us в отдельных песнях отчётливо заметны элементы Doom Metal'а и даже Heavy Metal'а.

Ник Холмс: «Что касается тяжёлого саунда двух последних альбомов, то дело прежде всего в студийной реализации, а не в особенностях песен и композиций. В трёх альбомах, предшествовавших In Requiem, вокал в центре внимания — он был выведен вперед, а гитары и барабаны, напротив, приглушены. На In Requiem мы обратились к характерному металлическому звучанию, сделав упор на гитары и громкую ритм-секцию. А на Faith Divides Us - Death Unites Us пошли ещё дальше, выкрутив ручки на полную. С каждым альбомом ты стремишься выразить себя наиболее полно, добиться совершенства — и иногда это срабатывает. Иногда — нет. Но мы действительно постарались записать один из самых экстремальных дисков в истории Paradise Lost.»

В начале 2010 года Paradise Lost вынуждены были временно сменить главного гитариста в связи с семейными проблемами Грега Макинтоша, который не смог продолжить концертный тур в поддержку нового альбома (его отец был при смерти). Сессионным гитаристом коллектива стал Милли Эванс (по совместительству клавишник в группе Terrorvision).
2011 год ознаменовался для группы и её фанатов переизданием альбома Draconian Times, приправленного выходом концертного DVD «Draconian Times MMXI» (2011). Положительная реакция публики на мини-тур в поддержку классического лонгплея группы по словам её участников «превзошла все наши ожидания», а также позволила Грегору Макинтошу вспомнить как и почему он играл в прежние времена так, а не иначе. Стоит добавить, что Драконовские Времена после переиздания звучат действительно чище: ремастеринг пошёл альбому на пользу, да и раннее неизданные песни порадуют любого ценителя PL.

### Tragic Idol (2012): Draconian Times без флера Metallica
В результате всего этого дела 23 апреля 2012 года состоялся релиз очередного полноформатного альбома — Tragic Idol, ставшего 13-м по счету для музыкального коллектива. Большинство музыкальных обзоров, рецензий и интервью с группой о новой работе свидетельствуют о том, что этот альбом — один из сильнейших за всю историю. Аарон Аеди уже назвал Tragic Idol «лучшим» и «любимым», а Грег Макинтош ощущает его как продолжение Icon (1993) — настолько близок ему Tragic Idol по стилю и атмосфере. Кроме того, любой, кто знает творчество этих выходцев из Соединённого Королевства, согласится, что «Fear Of Impending Hell» поразительно похожа по структуре на «Hallowed Land» с упомянутого выше Draconian Times, а эпичная «The Glorious End» напоминает «Jaded», которой и завершаются «Драконовские Времена». В целом альбом получился более жестким и мелодичным, чем его предшественник. Клавишные присутствуют только в old school Doom Metal песне «Solitary One», с которой и стартует «Трагический Идол», а элементов Doom’a в сочетании с классическим heavy metal’ом (послушать ту же «In This We Dwell») этот релиз несёт в себе много больше. Так, например, вторая композиция под названием «Crucify» написана под нескрываемым музыкантами влиянием на них дедов тяжелого рока (равно как и основоположников пред-дума) Black Sabbath.
В апреле 2012 года группа начала масштабный тур по Великобритании при поддержке Insomnium, а также впервые с 1995 года попала в Австралию где имела большой успех. По данным журнала Decibel, посвятившего Paradise Lost специальный выпуск номера, единственным, о чём сожалеет лидер и вокалист группы Ник Холмс, является то, что музыканты «не успели вовремя сориентироваться и подготовить аудиторию с тем, чтобы быть известными в Штатах». «Это позор. Ты не можешь всегда давать концерты многотысячным залам но зато, когда о тебе знают в стране — ты можешь сделать тур» — признался музыкант в интервью журналу Decibel Magazine за апрель-май 2012 года в Северной Америке. Несколько позже группа дала серию концертов в Штатах в рамках «Barge To Hell», а также выступила как специальный гость вместе с Katatonia и Devin Townsend Project в ходе турне «Epic Kings and Idols tour in the USA». Внимательный наблюдатель несомненно заметил ряд комментариев на You Tube и иностранных интернет-порталах о тяжелой музыке, оставленных людьми, присутствовавшими на тех концертах.
Смысл их сводится, в основном, к следующему:
а) Paradise Lost по-прежнему группа едва и едва известная в Штатах (и, тем не менее, уже имеет свою аудиторию)
б) Многие американцы говорят, что «этот вокалист разнёс бы в пух и прах Джеймса Хетфилда из Металлики, если бы они выступали на одной сцене. Но музыка впечатляет, это да» и т. п.
Так или иначе, сие подобие анализа творческой активности группы в США нельзя назвать в полной мере объективным, а потому, обратим внимание читателя на то, что живые выступления группы в 2012—2013 годах стали
а) Жестче и агрессивнее (к примеру, As I Die на одном из метал-фестов звучит отменно меркам периода «Трагического Идола», в сравнении с оригинальной композицией из альбома 1992 года)
б) Ник Холмс, в то же время, стал чаще терять свой голос, что объяснял недосыпом и усталостью. Кроме того известно, что частые перелеты из страны в страну ведут к «перестройке» систем человеческого организма (а вернее, скоростной и далеко не всегда качественно позитивной попытке его адаптации к изменяющимся условиям) на фоне частой смены часовых поясов и нарушения биоритмов индивидуума.
Впрочем, сам вокалист позже признался, что использовать гроулинг как прием ему легче, нежели исполнять песни чистым вокалом.

### Четверть века существования группы
26 марта 2013 года Ник Холмс в своем Твиттер-аккаунте сообщил, что в этот день группе Paradise Lost исполняется 25 лет.
Незадолго до этого в интервью немецкому онлайн-журналу Metal4 Холмс прокомментировал музыкальное развитие своего детища:

Пару лет назад Грег начал вновь играть death metal, так что, можно сказать, мы — Paradise Lost и Vallenfyre — прошли полный круг и замкнули его. Когда мы начинали, можно сказать, было 6 heavy metal групп, и дальше их количество все больше росло и росло. Мы до сих пор в музыке возвращаемся к Black Sabbath, потому что они остаются лучшими. Сейчас молодым слушателям трудно найти реально хорошую группу, потому что «тяжёлых» команд полно. Это самая большая разница между тем как было, и как стало сейчас. Мы никогда не уделяем слишком пристального внимания направлению музыки, которую играем. Если ты не делаешь то, что тебе нравится, то на выходе получится ерунда. Жизнь это постоянные перемены, вот, что я думаю. Группы, играющие 20 лет одно и то же это скучно.
— Ник Холмс
Решивший принять участие в благотворительном велокроссе исполнитель сообщил, что Century Media Records издаст масштабную компиляцию самых заметных альбомов лейбла последнего времени, приурочив её к 25-летию лейбла. В рамках этого сборника будет переиздан альбом Paradise Lost 2007 года. Таким образом Century Media делает подарок как себе, так и группе с её слушателями, дабы они могли отпраздновать четверть века существования коллектива. А In Requiem был переиздан вкупе с 8 концертными треками.

«Я помню нашу первую репетицию на Studio X в комплексе Dean Clough, Галифакс. Это было в субботу, 26 марта между 13 и 16-ю часами дня. У нас было несколько идей, витающих в воздухе, и мы решили все устроить, написав наш первый опус, „Blood Filled Eyes“, и начав писать второй, „Plans Of Desolation“, и я лишь могу назвать эти песни уникальными. После всего этого мы пошли в паб отпраздновать. Три с половиной месяца спустя мы играли живьём, поддерживая Re-Animator в легендарном братфордском Frog and Toad Night Club. У нас было полчаса, и мы отыграли 15 минут, причём одну песню дважды, а также кавер на Sodom, который толком не выучили, и Ник Холмс сделал все, чтобы мы выстояли оставшееся время». 
 — Вспоминает Аарон Аеди первые дни музыкального становления…
17 июня 2013 состоялось большое шоу в рамках Metal Hammer Golden Gods Awards при поддержке Кристины Скаббиа (Lacuna Coil) и Gus G (Firewind, Ozzy Osbourne), так что сет-лист был очень особенным. Кроме того, Paradise Lost отыграли 4 праздничных концерта в рамках юбилейного мини-тура «Tragic Illusion» у себя в Великобритании. Сам Ник сказал по этому поводу следующее:

«25 лет — это долгий срок, и внешне мы можем выглядеть разваливающимися, но музицирование на протяжении стольких лет держит нас молодыми в наших сердцах, и я по-настоящему верю, что молодой/юношеский дух — это та штука, которую я не могу купить в пабе. Нами написано много альбомов, сыграно немало концертов; мы старше, но ничуть не мудрее и есть реально серьёзная возможность того, что мы можем сыграть песню, которую ты бы от нас ни за что не ожидал [услышать]. Так что, пожалуйста, присоединяйтесь к празднованиям вместе с нами, включающим в себя наше самое большое хедлайнеровское шоу в Великобритании, приуроченное к этой дате».

### The Plague Within (2015): учли все, вернули гроул
Первого июня 2015 года вышел новый студийный альбом Paradise Lost под названием «Чума Внутри». Комментирует Ник Холмс, желавший достичь на этой записи большего вокального разнообразия:
«На нём много дэт-метала, много-там и готик-метала, и даже песен, похожих на темы из 2000-х годов. Это настоящее месиво из разнообразного PL, и это работает. Есть несколько песен, которые могли бы быть написаны в 1989, несколько реально олдовых дум-дэз песен, которые удивят пару-тройку человек, когда те их услышат». 
Действительно, трек «Beneath Broken Earth» является самым медленным за всю историю существования группы, тогда как «Flesh From Bone», напротив, самый быстрый из всего, что написали музыканты в своей карьере. В этих песнях Ник поет всецело дэтовым голосом, тогда как в остальные привносит и чистый, или же хриплый вокал.

Ещё одним интересным фактом о работе PL над TPW, является тот, что музыканты перебрали 15 разных версий песни «An Eternity Of Lies», прежде чем остановиться на финальной. Красивое оркестровое вступление делает эту композицию мультиинструментальным гимном, как это стало с песнями типа «Fear Of Impending Hell» и «Faith Divides Us Death Unites Us». На вопрос, отчего группа выбрала ещё более мрачный и тяжелый музыкальный курс лид-гитарист ответил:
«Просто почувствовали, что самое время. Конечно, нас по-прежнему спрашивают, „Это из-за Bloodbath? Это из-за Vallenfyre?“. Нет. Я основал Валленфайр в 2010, мы не могли подойти к этому до нынешнего дня. С Блудбазом, он согласился всего лишь сделать вокал, после того как мы начали писать данную запись. Так что, никто из них не отвечает напрямую за любые из подобных ходов».
Тематически альбом вращается вокруг того, что символически изображено на обложке новой пластинки — сумасшествие. Глядя на рисунок мы видим распад личности, её тщетную борьбу с болезнью, страх смерти измученного человека и его попытку отсрочить собственную погибель, выбрав пребывание в иллюзиях… В целом, релиз получил восторженные оценки как аудиторией, так и музыкальными критиками. В результате такого теплого приема был организован 7-недельный концертный забег по Европе. Летом следующего года группа сделала упор на выступления в рамках фестивального сезона, побывав на многих крупных фестивалях и опен-эйрах. Знаменательными событиями в тот период стали два уникальных перфоманса, во время которых Paradise Lost исполнили живьем полностью свой второй альбом 1991 года выпуска (фестивали Roadburn 2016 и Hellfest 2016). Концертные номера PL в период начиная с 2015 года были не хуже многих студийных треков того времени, спасибо Холмсу за работу. Замечательно также и то, что такой старый хит как вышеупомянутая «As I Die» стал вновь исполняться в гроулинге на концертах. (https://www.youtube.com/watch?v=UXGt7Kbgg5s)
Композицию «Victim Of The Past» из альбома «Чума внутри» англичане впервые представили вниманию поклонников в сентябре 2014 года, играя концерт при поддержке симфонического оркестра и хора в античном театре города Пловдив, Болгария. Подобный опыт был удивительным для музыкантов, а сама композиция в итоговой версии, попавшей в альбом, оказалась доработана: например, лирический компонент студийной записи отличается от концертной. Концерт был заснят и издан на DVD под названием Symphony for the Lost годом позднее.
Летом 2016 года Адриан Эрландссон объявил о своем уходе из группы. Как следует из короткого заявления, опубликованного на своей странице в FB, когда PL выпустили The Plague Within он был посреди тура с At the gates и The Haunted. Он благодарит всех, как менеджмент, так и группу за все время и великолепные выступления вместе, гордится общими работами, но справедливо полагает, что раз он не может уделять все время одной из любимых групп, то PL имеет смысл найти того, кто на это способен. Им оказался финн Вальтери Вайрянен, заменивший Эдриана на концертах после выпуска «Чумы» в мир. При этом, надо сказать, Эрландссон предупредил заблаговременно Ника и Грега о своей чрезмерной концертной занятости, так что они успели подыскать ему замену.

### Medusa (2017) — Doom Metal без посторонних примесей
Новый альбом вышел 1 сентября 2017 года. Для группы он оказался первым на лейбле Nuclear Blast. Материал к полноценному Doom Metal альбому, получившему высокие оценки критиков («Медуза», в числе прочих упоминаний, заняла первое место в списке топовых релизов 2017 года по-версии журнала Decibel), был написан всего за полгода — рекордный срок для группы. Треклист очередной работы начинается тяжеловесной близкой к фьюнерал-думу композицией «Fearless Sky». Известно, что:
«Ник тоже был настроен слегка скептически к тому, чтобы расположить эту песню в начале, но поскольку мы и подумать не могли куда бы ещё её поместить, она пошла первой. Мы хотели, чтобы люди, включая альбом, вели себя 'Какого хера?', вроде того. Посему, буквально негде было оказаться 'Fearless Sky', кроме как на первом месте». 
В записи таких треков как «Fearless Sky» и «The Longest Winter» (первый сингл этого студийника) использовался орган.
Барабанные партии к песне «Gods of Ancient» — импровизация молодого финского барабанщика, ставшего участником группы.
Группа сделала Европейский тур при поддержке команд Sinistro и Pallbearer, заглянула в Австралию и побывала в туре по северной Америке (и вновь гастроли в Штатах получили положительные отклики).
Музыканты не хотели сниматься в клипах к пятнадцатому лонгплею, так что, было выпущено два лирик-видео («The Longest Winter», «Until the Grave») и один полноценный видеоклип на «Blood & Chaos». Хотя британцы низко оценивают качество концертных записей, выкладываемых на ютьюб, все же, запись лайва в Хельсинки (Финляндия, 3 октября 2017), показывает, что они в хорошей форме.

### Obsidian (2020)
Осенью 2019 года PL записали новый альбом Obsidian, выход которого состоялся 15 мая 2020 года. Релиз был предварён двумя синглами, на которые были сняты клипы. Первый, «Fall from Grace», вышел 20 марта 2020 года. Премьера второго, «Ghosts», состоялась 24 апреля 2020 года. В день выхода альбома музыканты представили третий экранизированный сингл — «Darker Thoughts».

## Стиль и влияние
Звучание Paradise Lost было описано как дэт-метал, дэт-дум или дум-метал. Они также считаются предшественниками и создателями готик-метала, выпустив альбом Gothic в 1991 году. Холмс заявил: «Главное в дэт-металлическом пении — это то, что вы должны петь тихо». Он упомянул вокалиста Iron Maiden Брюса Дикинсона в числе своих основных влияний наряду с Metallica с их альбомом Master of Puppets (1986 г.). Холмс сказал, что раннее влияние на группу оказали Black Sabbath и Dead Can Dance, чья музыка и сейчас воздействует на творчество PL . Макинтош черпал вдохновение «во многом у Тони Айомми», а также «Джонни Марра <…>, Джими Хендрикса и классической музыки, смешивая все эти стили с метал- и рок-музыкой. Макинтош также заявил, что готик-рок также оказал влияние на их звучание, в особенности такие группы, как «Southern Death Cult и ранние Sisters of Mercy, а также Siouxsie and the Banshees и ранние The Cure».
В период с 1997 по 2002 год группа пережила значительный сдвиг в стиле в своих альбомах начиная с Host и заканчивая Symbol of Life; в One Second активно использовались электроника и клавишные, а Холмс исполнял чистый вокал, на Host группа ещё больше склонился к синти-поп/дарквейв музыке. Альбом Believe in Nothing подтолкнул группу к более альтернативному рок-направлению, а Symbol of Life они восстановили более тяжёлый готик-метал тон. И Макинтош, и Холмс выразили двойственное отношение к этому периоду существования группы, сославшись на личные проблемы внутри группы в то время.
Творчество «Потерянного Рая» повлияло на My Dying Bride, Anathema, The Gathering, Amorphis, Cradle of Filth, Katatonia, Moonspell, Lacuna Coil, HIM, Nightwish и многие другие музыкальные коллективы.

## Состав группы

### Текущий состав
- Ник Холмс — вокал (1988 — наши дни)
- Грег Макинтош — соло-гитара (1988 — наши дни), клавишные (1996 — наши дни)
- Аарон Аеди — ритм-гитара (1988 — наши дни)
- Стив Эдмонсон — бас-гитара (1988 — наши дни)
- Джефф Сингер — барабаны (2004 —2008, 2025 — наши дни)

### Бывшие участники
- Мэттью Арчер — барабаны (1988—1995 гг.)
- Ли Моррис — барабаны (1994—2004 гг.)
- Адриан Эрландссон — барабаны (2009—2015 гг.)
- Вальтери Вайрянен — барабаны (2016—2022 гг.)
- Гвидо Монтанарини — барабаны (2023 — 2025 гг.)

### Сессионные музыканты
- Марк Герон — барабаны (2008—2009 гг.)
- Питер Дэмин — барабаны (2009 г.)
- Мильтон «Милли» Эванс — соло-гитара (1999 г., 2009—2010 гг.), бэк-вокал, клавишные (2011 г.)[37][38]

## Дискография
- Lost Paradise (1990 г.)
- Gothic (1991 г.)
- Shades of God (1992 г.)
- Icon (1993 г.)
- Draconian Times (1995 г.)
- One Second (1997 г.)
- Host (1999 г.)
- Believe in Nothing (2001 г.)
- Symbol of Life (2002 г.)
- Paradise Lost (2005 г.)
- In Requiem (2007 г.)
- Faith Divides Us - Death Unites Us (2009 г.)
- Tragic Idol (2012 г.)
- The Plague Within (2015 г.)
- Medusa (2017 г.)
- Obsidian (2020 г.)
- Ascention (2025 г.)